# ناتان (بازیکن فوتبال، زاده ۱۹۹۶)
ناتان (انگلیسی: Nathan؛ زادهٔ ۱۳ مارس ۱۹۹۶) بازیکن فوتبال اهل برزیل است.
از باشگاه‌هایی که در آن بازی کرده‌است می‌توان به باشگاه فوتبال چلسی، باشگاه فوتبال اتلتیکو پارانائنزه، و باشگاه فوتبال ویتس‌آرنهم اشاره کرد.
وی همچنین در تیم‌های ملی فوتبال زیر ۱۷ سال برزیل و زیر ۲۰ سال برزیل بازی کرده‌است.